# 銀幕大角頭2：傳奇再續
《銀幕大角頭2：傳奇再續》（英語：Anchorman 2: The Legend Continues）是一部2013年美國喜劇電影，由亞當·麥凱執導。本片是2004年上映的銀幕大角頭的續集，由原班人馬主演。電影上映後獲得正面評價，影評網站爛番茄給予75%的分數。

## 外部連結
- 互联网电影数据库（IMDb）上《銀幕大角頭2：傳奇再續》的资料（英文）
- TCM电影资料库上《銀幕大角頭2：傳奇再續》的资料（英文）
- 爛番茄上《銀幕大角頭2：傳奇再續》的資料（英文）
- AllMovie上《銀幕大角頭2：傳奇再續》的资料（英文）